# (35634) 1998 KS32
1998 KS32 (asteroide 35634) é um asteroide da cintura principal. Possui uma excentricidade de 0.11936740 e uma inclinação de 8.90746º.
Este asteroide foi descoberto no dia 22 de maio de 1998 por LINEAR em Socorro.